# Inequilibrio Instabile
Inequilibrio instabile è il dodicesimo album in studio del gruppo punk lombardo Punkreas, pubblicato nel gennaio 2019. Dieci delle tredici canzoni che compongono il disco sono state pubblicate precedentemente in due EP: Inequilibrio e Instabile, entrambi pubblicati nel 2018.

## Tracce
1. Instabile
2. Fermati e Respira
3. Marta
4. Due Minuti di Odio
5. Fatti Male
6. U-Soli
7. Baci al Liceo
8. La Verità (feat. Davide Toffolo)
9. Conto Su Di Te
10. La Festa
11. Dritti All'inferno
12. Per un Pugno di Euro (feat. Olly Riva)
13. Inequilibrio

## Formazione
- Cippa - voce
- Paletta - basso
- Noyse - chitarra
- Gagno - batteria
- Endriù - chitarra